# Prigorje Brdovečko
Prigorje Brdovečko falu Horvátországban Zágráb megyében. Közigazgatásilag Brdovechez tartozik.

## Fekvése
Zágráb központjától 20 km-re északnyugatra, községközpontjától 2 km-re nyugatra a Száva völgyében, a Zágráb-Ljubljana vasútvonal mellett, a marija goricai előhegyek lábánál fekszik.

## Története
A falunak 1857-ben 248, 1910-ben 357 lakosa volt. Trianon előtt Zágráb vármegye Zágrábi járásához tartozott. 2011-ben a falunak 1326 lakosa volt.

## Lakosság
| Lakosság változása | Lakosság változása | Lakosság változása | Lakosság változása | Lakosság változása | Lakosság változása | Lakosság változása | Lakosság változása | Lakosság változása | Lakosság változása | Lakosság változása | Lakosság változása | Lakosság változása | Lakosság változása | Lakosság változása | Lakosság változása |
| ------------------ | ------------------ | ------------------ | ------------------ | ------------------ | ------------------ | ------------------ | ------------------ | ------------------ | ------------------ | ------------------ | ------------------ | ------------------ | ------------------ | ------------------ | ------------------ |
| 1857               | 1869               | 1880               | 1890               | 1900               | 1910               | 1921               | 1931               | 1948               | 1953               | 1961               | 1971               | 1981               | 1991               | 2001               | 2011               |
| 248                | 222                | 293                | 330                | 349                | 357                | 405                | 437                | 553                | 577                | 691                | 795                | 849                | 986                | 1258               | 1326               |

## Nevezetességei
A falu keleti szélén áll Januševec kastélya a horvát klasszicista építészet egyik kiemelkedő alkotása. A kastély a Száva völgye felett a Zaprešić-Harminca út és a maraja goricai út kereszteződésében áll. Tervezője feltételezhetően Bartolomej Felbinger, a 19. század egyik legnevesebb Zágráb környéki építésze volt. A kastélyt 1830 körül báró Werklein József építtette, majd 1845-ben a francia Edgar de Corberon gróf vásárolta meg. Későbbi birtokosai Dümreicher gróf, Max Mayer és Manfred Sternberg voltak. A kastélyt 1947 és 1989 között teljesen megújították és a horvát állami levéltár egy részét helyezték el benne.